# 濟爾卡 (希里亞葉韋區)
47°24′48″N 30°22′27″E / 47.41333°N 30.37417°E
濟爾卡（烏克蘭語：Зірка）是位於烏克蘭西南部的村莊，由敖德萨州贝雷济夫卡区的舊馬亞基市鎮負責管轄。該村始建於1870年，面積0.32平方公里，海拔高度55米，2013年人口20，人口密度每平方公里212.5人。